# 3 septembre aux Jeux paralympiques d'été de 2024
Navigation
2 septembre 4 septembre
Le 3 septembre aux Jeux paralympiques d'été de 2024 est le sixième jour de compétition des Jeux paralympiques de Paris, en France.

## Programme
Les compétitions commencent à 9 h 00 et finissent à 22 h 05.

### Matin
| Heure UTC+2 (France)                          |               |
| bleu                                          | Cérémonie     |
| neutre                                        | Épreuve       |
| or                                            | Finale        |
| orange                                        | Petite finale |
| rose                                          | Reporté       |
| gris                                          | Annulé        |
| Compétition masculine                         | Hommes        |
| Compétition féminine                          | Femmes        |
| Compétition mixte (hommes et femmes mélangés) | Mixte         |
| Compétition en couple (1 homme et 1 femme)    | Couple        |
| modifier                                      |               |

| Horaire | Discipline Spécialité | Discipline Spécialité                | Discipline Spécialité                         | Phase                       | Résultats                                                                 | Références |
| ------- | --------------------- | ------------------------------------ | --------------------------------------------- | --------------------------- | ------------------------------------------------------------------------- | ---------- |
| 9 h 0   |                       | Équitation Individuel Grade III      | Compétition mixte (hommes et femmes ensemble) | Finale                      | Rebecca Hart · Rixt can der Horst · Natasha Baker                         | -          |
| 9 h 0   |                       | Goalball Tournoi masculin            | Compétition hommes                            | Match de classement 7/8     | France 6 - 4 Égypte                                                       | -          |
| 9 h 0   |                       | Tir à l'arc Individuel arc classique | Compétition femmes                            | 16es de finale              | -                                                                         | -          |
| 9 h 30  |                       | Natation 100 m dos S7                | Compétition hommes                            | Séries                      | -                                                                         | -          |
| 9 h 30  |                       | Tir Carabine à 50 m 3 positions      | Compétition femmes                            | Qualifications              | -                                                                         | -          |
| 9 h 30  |                       | Tir Carabine à 50 m 3 positions      | Compétition hommes                            | Qualifications              | -                                                                         | -          |
| 9 h 38  |                       | Natation 100 m dos S9                | Compétition hommes                            | Séries                      | -                                                                         | -          |
| 9 h 46  |                       | Natation 100 m dos S9                | Compétition femmes                            | Séries                      | -                                                                         | -          |
| 9 h 55  |                       | Natation 200 m nage libre S4         | Compétition hommes                            | Séries                      | -                                                                         | -          |
| 10 h 0  |                       | Athlétisme Saut en longueur T47      | Compétition hommes                            | Finale                      | Robiel Yankiel Sol Cervantes · Wang Hao · Nikita Kotukov                  | -          |
| 10 h 0  |                       | Tennis de table Simple WS6           | Compétition femmes                            | 8es de finale               | -                                                                         | -          |
| 10 h 0  |                       | Tennis de table Simple MS3           | Compétition hommes                            | Quarts de finale            | -                                                                         | -          |
| 10 h 5  |                       | Athlétisme Lancer de javelot F56     | Compétition femmes                            | Finale                      | Diana Krumina · Raissa Rocha Machado · Lin Sitong                         | -          |
| 10 h 8  |                       | Natation 50 m papillon S6            | Compétition hommes                            | Séries                      | -                                                                         | -          |
| 10 h 11 |                       | Athlétisme 1 500 m T11               | Compétition hommes                            | Finale                      | Yeltsin Jacques · Yitayal Silesh Yigzaw · Julio Cesar Agripino dos Santos | -          |
| 10 h 15 |                       | Natation 50 m papillon S6            | Compétition femmes                            | Séries                      | -                                                                         | -          |
| 10 h 21 |                       | Natation 50 m dos S5                 | Compétition hommes                            | Séries                      | -                                                                         | -          |
| 10 h 23 |                       | Athlétisme 1 500 m T13               | Compétition hommes                            | Finale                      | Aleksandr Kostin · Rouay Jebabli · Anton Kuliatin                         | -          |
| 10 h 30 |                       | Boccia Double BC4                    | Compétition mixte (hommes et femmes ensemble) | Tours préliminaires         | -                                                                         | -          |
| 10 h 30 |                       | Natation 50 m dos S5                 | Compétition femmes                            | Séries                      | -                                                                         | -          |
| 10 h 36 |                       | Athlétisme 200 m T64                 | Compétition femmes                            | 1er tour                    | -                                                                         | -          |
| 10 h 38 |                       | Natation 200 m 4 nages SM11          | Compétition femmes                            | Séries                      | -                                                                         | -          |
| 10 h 45 |                       | Goalball Tournoi masculin            | Compétition hommes                            | Match de classement 5/6     | États-Unis 3 - 4 Iran                                                     | -          |
| 10 h 45 |                       | Tennis de table Simple MS9           | Compétition hommes                            | 8es de finale               | -                                                                         | -          |
| 10 h 45 |                       | Tennis de table Simple WS9           | Compétition femmes                            | 8es de finale               | -                                                                         | -          |
| 10 h 51 |                       | Natation 100 m nage libre S3         | Compétition femmes                            | Séries                      | -                                                                         | -          |
| 10 h 52 |                       | Athlétisme 200 m T51                 | Compétition hommes                            | Finale                      | Cody Fournie · Toni Piispanen · Peter Genyn                               | -          |
| 10 h 58 |                       | Athlétisme Lancer de poids F34       | Compétition femmes                            | Finale                      | Zou Lijuan · Lucyna Kornobys · Saida Amoudi                               | -          |
| 11 h 4  |                       | Athlétisme 100 m T13                 | Compétition femmes                            | 1er tour                    | -                                                                         | -          |
| 11 h 4  |                       | Natation 200 m 4 nages SM13          | Compétition hommes                            | Séries                      | -                                                                         | -          |
| 11 h 15 |                       | Natation 200 m 4 nages SM13          | Compétition femmes                            | Séries                      | -                                                                         | -          |
| 11 h 23 |                       | Athlétisme 400 m T37                 | Compétition hommes                            | 1er tour                    | -                                                                         | -          |
| 11 h 25 |                       | Natation 100 m papillon S10          | Compétition hommes                            | Séries                      | -                                                                         | -          |
| 11 h 30 |                       | Football à 5 Tournoi masculin        | Compétition hommes                            | Phase préliminaire Groupe B | Colombie 1 - 0 Maroc                                                      | -          |
| 11 h 30 |                       | Tennis de table Simple WS5           | Compétition femmes                            | 8e de finale                | -                                                                         | -          |
| 11 h 30 |                       | Tennis de table Simple MS1           | Compétition hommes                            | 8e de finale                | -                                                                         | -          |
| 11 h 33 |                       | Natation 100 m papillon S10          | Compétition femmes                            | Séries                      | -                                                                         | -          |
| 11 h 45 |                       | Équitation Individuel Grade II       | Compétition mixte (hommes et femmes ensemble) | Finale                      | Fiona Howard · Katrine Kristensen · Georgia Wilson                        | -          |
| 11 h 50 |                       | Boccia Double BC3                    | Compétition mixte (hommes et femmes ensemble) | Tours préliminaires         | -                                                                         | -          |
| 11 h 50 |                       | Boccia Par équipe BC1-2              | Compétition mixte (hommes et femmes ensemble) | Tours préliminaires         | -                                                                         | -          |
| 12 h 0  |                       | Athlétisme Lancer de disque F11      | Compétition femmes                            | Finale                      | Zhang Liangmin · Assunta Legnante · Xue Enhui                             | -          |
| 12 h 0  |                       | Tennis Simple dames                  | Compétition femmes                            | Quarts de finale            | -                                                                         | -          |
| 12 h 0  |                       | Tennis Simple quad                   | Compétition mixte (hommes et femmes ensemble) | Demi-finales                | -                                                                         | -          |
| 12 h 0  |                       | Tennis Double dames                  | Compétition femmes                            | Demi-finales                | -                                                                         | -          |
| 12 h 0  |                       | Tennis Double messieurs              | Compétition hommes                            | Quarts de finale            | -                                                                         | -          |
| 12 h 0  |                       | Volley-ball Tournoi masculin         | Compétition hommes                            | Tour préliminaire Poule B   | Allemagne 0 - 3 Iran                                                      | -          |
| 12 h 4  |                       | Athlétisme 400 m T36                 | Compétition hommes                            | Finale                      | James Turner · William Stedman · Alexis Sebastian Chavez                  | -          |
| 12 h 14 |                       | Athlétisme 400 m T12                 | Compétition femmes                            | Finale                      | Omara Durand · Hajar Safarzadeh Ghahderijani · Oksana Boturchuk           | -          |
| 12 h 15 |                       | Tennis de table Simple WS8           | Compétition femmes                            | Quarts de finale            | -                                                                         | -          |
| 12 h 15 |                       | Tennis de table Simple MS5           | Compétition hommes                            | Demi-finales                | -                                                                         | -          |
| 12 h 25 |                       | Athlétisme 1 500 m T54               | Compétition femmes                            | Finale                      | Catherine Debrunner · Samantha Kinghorn · Susannah Scaroni                | -          |
| 12 h 52 |                       | Athlétisme 100 m T47                 | Compétition femmes                            | 1er tour                    | -                                                                         | -          |

### Après-midi
| Heure UTC+2 (France)                          |               |
| bleu                                          | Cérémonie     |
| neutre                                        | Épreuve       |
| or                                            | Finale        |
| orange                                        | Petite finale |
| rose                                          | Reporté       |
| gris                                          | Annulé        |
| Compétition masculine                         | Hommes        |
| Compétition féminine                          | Femmes        |
| Compétition mixte (hommes et femmes mélangés) | Mixte         |
| Compétition en couple (1 homme et 1 femme)    | Couple        |
| modifier                                      |               |

| Horaire | Discipline Spécialité | Discipline Spécialité                | Discipline Spécialité                         | Phase                       | Résultats                                                        | Références |
| ------- | --------------------- | ------------------------------------ | --------------------------------------------- | --------------------------- | ---------------------------------------------------------------- | ---------- |
| 13 h 0  |                       | Escrime Sabre A                      | Compétition femmes                            | Tableau de 32               | -                                                                | -          |
| 13 h 0  |                       | Tennis de table Simple MS2           | Compétition hommes                            | Quarts de finale            | -                                                                | -          |
| 13 h 30 |                       | Escrime Sabre B                      | Compétition hommes                            | Tableau de 16               | -                                                                | -          |
| 13 h 30 |                       | Football à 5 Tournoi masculin        | Compétition hommes                            | Phase préliminaire Groupe B | Argentine 1 - 0 Japon                                            | -          |
| 13 h 30 |                       | Goalball Tournoi féminin             | Compétition femmes                            | Quart de finale             | Chine 12 - 2 France                                              | -          |
| 13 h 45 |                       | Basket-ball Tournoi masculin         | Compétition hommes                            | Quart de finale             | Espagne 49 - 57 Allemagne                                        | -          |
| 13 h 45 |                       | Équitation Individuel Grade I        | Compétition mixte (hommes et femmes ensemble) | Finale                      | Rihards Snikus · Roxanne Trunnell · Sara Morganti                | -          |
| 13 h 45 |                       | Tennis de table Simple WS10          | Compétition femmes                            | Demi-finales                | -                                                                | -          |
| 13 h 45 |                       | Tir Carabine à 50 m 3 positions      | Compétition hommes                            | Finale                      | Park Jinho · Dong Chao · Marek Dobrowolski                       | -          |
| 13 h 50 |                       | Escrime Sabre B                      | Compétition femmes                            | Tableau de 16               | -                                                                | -          |
| 14 h 0  |                       | Volley-ball Tournoi féminin          | Compétition femmes                            | Tour préliminaire Poule A   | États-Unis 3 - 0 Italie                                          | -          |
| 14 h 10 |                       | Escrime Sabre A                      | Compétition hommes                            | Tableau de 16               | -                                                                | -          |
| 14 h 30 |                       | Escrime Sabre A                      | Compétition femmes                            | Tableau de 16               | -                                                                | -          |
| 14 h 50 |                       | Escrime Sabre B                      | Compétition hommes                            | 1er tour de repêchage       | -                                                                | -          |
| 14 h 50 |                       | Escrime Sabre B                      | Compétition hommes                            | Quarts de finale            | -                                                                | -          |
| 15 h 10 |                       | Escrime Sabre B                      | Compétition femmes                            | 1er tour de repêchage       | -                                                                | -          |
| 15 h 10 |                       | Escrime Sabre B                      | Compétition femmes                            | Quarts de finale            | -                                                                | -          |
| 15 h 15 |                       | Goalball Tournoi féminin             | Compétition femmes                            | Quart de finale             | Canada 1 - 5 Israël                                              | -          |
| 15 h 30 |                       | Escrime Sabre A                      | Compétition hommes                            | 1er tour de repêchage       | -                                                                | -          |
| 15 h 30 |                       | Escrime Sabre A                      | Compétition hommes                            | Quarts de finale            | -                                                                | -          |
| 15 h 50 |                       | Escrime Sabre A                      | Compétition femmes                            | 1er tour de repêchage       | -                                                                | -          |
| 15 h 50 |                       | Escrime Sabre A                      | Compétition femmes                            | Quarts de finale            | -                                                                | -          |
| 16 h 0  |                       | Basket-ball Tournoi masculin         | -                                             | Quart de finale             | Canada 79 - 67 Pays-Bas                                          | -          |
| 16 h 0  |                       | Tir Carabine à 50 m 3 positions      | Compétition femmes                            | Finale                      | Natascha Hiltrop · Veronika Vadovicova · Zhang Cuiping           | -          |
| 16 h 10 |                       | Escrime Sabre B                      | Compétition hommes                            | 2e tour de repêchage        | -                                                                | -          |
| 16 h 10 |                       | Escrime Sabre B                      | Compétition femmes                            | 2e tour de repêchage        | -                                                                | -          |
| 16 h 30 |                       | Escrime Sabre A                      | Compétition hommes                            | 2e tour de repêchage        | -                                                                | -          |
| 16 h 30 |                       | Escrime Sabre A                      | Compétition femmes                            | 2e tour de repêchage        | -                                                                | -          |
| 16 h 50 |                       | Escrime Sabre B                      | Compétition femmes                            | Demi-finales                | -                                                                | -          |
| 16 h 50 |                       | Escrime Sabre B                      | Compétition hommes                            | Demi-finales                | -                                                                | -          |
| 16 h 50 |                       | Escrime Sabre B                      | Compétition femmes                            | 3e tour de repêchage        | -                                                                | -          |
| 16 h 50 |                       | Escrime Sabre B                      | Compétition hommes                            | 3e tour de repêchage        | -                                                                | -          |
| 17 h 0  |                       | Boccia Par équipe BC1-2              | Compétition mixte (hommes et femmes ensemble) | Tours préliminaires         | -                                                                | -          |
| 17 h 0  |                       | Boccia Paires BC3                    | Compétition mixte (hommes et femmes ensemble) | Tours préliminaires         | -                                                                | -          |
| 17 h 0  |                       | Tennis de table Simple MS6           | Compétition hommes                            | Quarts de finale            | -                                                                | -          |
| 17 h 0  |                       | Tennis de table Simple WS1-2         | Compétition femmes                            | Quarts de finale            | -                                                                | -          |
| 17 h 0  |                       | Tennis de table Simple MS10          | Compétition hommes                            | Demi-finales                | -                                                                | -          |
| 17 h 0  |                       | Tir à l'arc Individuel arc classique | Compétition femmes                            | Quarts de finale            | -                                                                | -          |
| 17 h 10 |                       | Escrime Sabre A                      | Compétition femmes                            | Demi-finales                | -                                                                | -          |
| 17 h 10 |                       | Escrime Sabre A                      | Compétition hommes                            | Demi-finales                | -                                                                | -          |
| 17 h 10 |                       | Escrime Sabre A                      | Compétition femmes                            | 3e tour de repêchage        | -                                                                | -          |
| 17 h 10 |                       | Escrime Sabre A                      | Compétition hommes                            | 3e tour de repêchage        | -                                                                | -          |
| 17 h 30 |                       | Natation 100 m dos S7                | Compétition hommes                            | Finale                      | Yurii Shenhun · Andrii Trusov · Federico Bicelli                 | -          |
| 17 h 37 |                       | Natation 100 m dos S9                | Compétition hommes                            | Finale                      | Yahor Shchalkanau · Ugo Didier · Bogdar Mozgovoi                 | -          |
| 17 h 40 |                       | Escrime Sabre A                      | Compétition femmes                            | 4e tour de repêchage        | -                                                                | -          |
| 17 h 40 |                       | Escrime Sabre A                      | Compétition hommes                            | 4e tour de repêchage        | -                                                                | -          |
| 17 h 40 |                       | Escrime Sabre B                      | Compétition femmes                            | 4e tour de repêchage        | -                                                                | -          |
| 17 h 40 |                       | Escrime Sabre B                      | Compétition hommes                            | 4e tour de repêchage        | -                                                                | -          |
| 17 h 44 |                       | Natation 100 m dos S9                | Compétition femmes                            | Finale                      | Christie Raleigh-Crossley · Nuria Marques Soto · Mariana Ribeiro | -          |
| 17 h 45 |                       | Tennis de table Simple MS1           | Compétition hommes                            | Quarts de finale            | -                                                                | -          |
| 17 h 51 |                       | Natation 200 m nage libre            | Compétition hommes                            | Finale                      | Ami Omer Dadaon · Roman Zhdanov · Suzuki Takayuki                | -          |

### Soir
| Heure UTC+2 (France)                          |               |
| bleu                                          | Cérémonie     |
| neutre                                        | Épreuve       |
| or                                            | Finale        |
| orange                                        | Petite finale |
| rose                                          | Reporté       |
| gris                                          | Annulé        |
| Compétition masculine                         | Hommes        |
| Compétition féminine                          | Femmes        |
| Compétition mixte (hommes et femmes mélangés) | Mixte         |
| Compétition en couple (1 homme et 1 femme)    | Couple        |
| modifier                                      |               |

| Horaire | Discipline Spécialité | Discipline Spécialité                | Discipline Spécialité                         | Phase                       | Résultats                                                                   | Références |
| ------- | --------------------- | ------------------------------------ | --------------------------------------------- | --------------------------- | --------------------------------------------------------------------------- | ---------- |
| 18 h 0  |                       | Goalball Tournoi féminin             | Compétition femmes                            | Quart de finale             | Japon 0 - 2 Brésil                                                          | -          |
| 18 h 0  |                       | Natation 50 m papillon S6            | Compétition hommes                            | Finale                      | Wang Jingang · Nelson Crispin Corzo · Laurent Chardard                      | -          |
| 18 h 0  |                       | Volley-ball Tournoi masculin         | Compétition hommes                            | Tour préliminaire Poule B   | Brésil 3 - 1 Ukraine                                                        | -          |
| 18 h 5  |                       | Natation 50 m papillon S6            | Compétition femmes                            | Finale                      | Jiang Yuyan · Lui Daomin · Mayara Do Amaral Petzold                         | -          |
| 18 h 8  |                       | Tir à l'arc Individuel arc classique | Compétition femmes                            | Demi-finales                | -                                                                           | -          |
| 18 h 27 |                       | Natation 50 m dos S5                 | Compétition hommes                            | Finale                      | Yuan Weiji · Guo Jincheng · Wang Lichao                                     | -          |
| 18 h 30 |                       | Football à 5 Tournoi masculin        | Compétition hommes                            | Phase préliminaire Groupe A | Chine 0 - 0 Brésil                                                          | -          |
| 18 h 30 |                       | Tennis de table Simple MS7           | Compétition hommes                            | Quarts de finale            | -                                                                           | -          |
| 18 h 30 |                       | Tennis de table Simple WS5           | Compétition femmes                            | Quarts de finale            | -                                                                           | -          |
| 18 h 33 |                       | Natation 50 m dos S5                 | Compétition femmes                            | Finale                      | Lu Dong · He Shenggao · Liu Yu (zh)                                         | -          |
| 18 h 50 |                       | Boccia Paires BC4                    | Compétition mixte (hommes et femmes ensemble) | Tours préliminaires         | -                                                                           | -          |
| 18 h 56 |                       | Natation 200 m 4 nages SM11          | Compétition hommes                            | Finale                      | Rogier Dorsman · Danylo Chufarov · David Kratochvil                         | -          |
| 18 h 57 |                       | Tir à l'arc Individuel arc classique | Compétition femmes                            | Finales                     | Wu Chunyan · Wu Yang · Elisabetta Mijno                                     | -          |
| 19 h 0  |                       | Athlétisme Saut en longueur T37      | Compétition hommes                            | Finale                      | Brian Lionel Impellizzeri · Samson Opiyo · Mateus Evangeslista Cardoso      | -          |
| 19 h 4  |                       | Athlétisme Lancer de poids F20       | Compétition hommes                            | Finale                      | Oleksandr Yarovyi · Muhammad Ziyad Zolkefi · Maksym Koval                   | -          |
| 19 h 5  |                       | Natation 200 m 4 nages SM11          | Compétition femmes                            | Finale                      | Daria Lukianenko · Ma Jia · Cai Liwen                                       | -          |
| 19 h 8  |                       | Athlétisme 400 m T20                 | Compétition femmes                            | Finale                      | Yuliia Shuliar · Aysel Önder · Deepthi Jeevanji                             | -          |
| 19 h 15 |                       | Basket-ball Tournoi masculin         | Compétition hommes                            | Quart de finale             | Grande-Bretagne 84 - 64 Australie                                           | -          |
| 19 h 15 |                       | Tennis de table Simple WS11          | Compétition femmes                            | Quarts de finale            | -                                                                           | -          |
| 19 h 16 |                       | Athlétisme Lancer de poids F32       | Compétition hommes                            | Finale                      | Athanasios Konstantinidis · Aleksei Churkin · Lazaros Stefanidis            | -          |
| 19 h 20 |                       | Athlétisme 400 m T38                 | Compétition hommes                            | Finale                      | Jaydin Blackwell · Ryan Medrano · Juan Alejandro Campas Sanchez             | -          |
| 19 h 30 |                       | Natation 100 m nage libre S3         | Compétition femmes                            | Finale                      | Leanne Smith · Marta Fernández Infante · Rachael Watson                     | -          |
| 19 h 40 |                       | Natation 200 m 4 nages SM13          | Compétition hommes                            | Finale                      | Ihar Boki · Alex Portal · Vladimir Sotnikov                                 | -          |
| 19 h 45 |                       | Goalball Tournoi féminin             | Compétition femmes                            | Quart de finale             | Turquie 6 - 3 Corée du Sud                                                  | -          |
| 19 h 53 |                       | Athlétisme 200 m T64                 | Compétition femmes                            | Finale                      | Kimberly Alkemade · Marlene van Gansewinkel · Irmarg Bensusan               | -          |
| 20 h 0  |                       | Escrime Sabre A                      | Compétition femmes                            | Petite finale               | Nino Tibilashvili (GEO) 15 - 11 Brianna Vide (FRA)                          | -          |
| 20 h 0  |                       | Escrime Sabre A                      | Compétition hommes                            | Petite finale               | Andrii Demchuk (UKR) 7 - 15 Edoardo Giodran (ITA)                           | -          |
| 20 h 4  |                       | Athlétisme 100 m T11                 | Compétition femmes                            | Finale                      | Jerusa Geber dos Santos · Liu Cuiqing · Lorena Silva Spoladore              | -          |
| 20 h 4  |                       | Natation 200 m 4 nages SM13          | Compétition femmes                            | Finale                      | Carlotta Gilli · Olivia Chambers · Roisin Ni Rain                           | -          |
| 20 h 13 |                       | Athlétisme 100 m T13                 | Compétition femmes                            | Finale                      | Lamiya Valiyeva · Rayane Soares da Silva · Orla Comerford                   | -          |
| 20 h 13 |                       | Natation 100 m papillon S10          | Compétition hommes                            | Finale                      | Stefano Raimondi · Ihor Nimchenko · Alex Saffy                              | -          |
| 20 h 20 |                       | Athlétisme Saut en hauteur T63       | Compétition hommes                            | Finale                      | Ezra Frech · Sharad Kumar · Mariyappan Thangavelu                           | -          |
| 20 h 20 |                       | Volley-ball Tournoi féminin          | Compétition femmes                            | Tour préliminaire Poule A   | Chine 3 - 0 France                                                          | -          |
| 20 h 23 |                       | Athlétisme 100 m T47                 | Compétition femmes                            | Finale                      | Kiara Rodriguez · Brittni Mason · Anna Grimaldi                             | -          |
| 20 h 25 |                       | Escrime Sabre B                      | Compétition femmes                            | Petite finale               | Ao Lanzhu (CHN) 3 - 15 Olena Fedota-Isaieva (UKR)                           | -          |
| 20 h 25 |                       | Escrime Sabre B                      | Compétition hommes                            | Petite finale               | Adrian Castro (POL) 7 - 15 Zhang Jie (CHN)                                  | -          |
| 20 h 30 |                       | Football à 5 Tournoi masculin        | Compétition hommes                            | Phase préliminaire Groupe A | Turquie 0 - 2 France                                                        | -          |
| 20 h 35 |                       | Natation 100 m papillon S10          | Compétition femmes                            | Finale                      | Faye Rogers · Callie-Ann Warrington · Katie Cosgriffe                       | -          |
| 20 h 43 |                       | Athlétisme Lancer de javelot F46     | Compétition hommes                            | Finale                      | Guillermo Varona Gonzalez · Ajeet Singh · Sundar Singh Gurjar               | -          |
| 20 h 45 |                       | Tennis de table Simple MS5           | Compétition hommes                            | Finale                      | Tommy Urhaug · Cheng Ming-chih · Ali Ozturk / Mitar Palikuca                | -          |
| 20 h 47 |                       | Athlétisme 400 m T20                 | Compétition hommes                            | Finale                      | Jhon Sebastian Obando Asprilla · David Jose Pineda Mejia · Yovanni Philippe | -          |
| 20 h 50 |                       | Escrime Sabre B                      | Compétition hommes                            | Finale                      | Feng Yanke (CHN) 15 - 14 Michal Dabrowski (POL)                             | -          |
| 21 h 10 |                       | Athlétisme 1 500 m T54               | Compétition hommes                            | Finale                      | Jin Hua · Marcel Hug · Dai Yungiang                                         | -          |
| 21 h 15 |                       | Escrime Sabre B                      | Compétition femmes                            | Finale                      | Xiao Rong (CHN) 14 - 15 Saisunee Jana (THA)                                 | -          |
| 21 h 30 |                       | Basket-ball Tournoi masculin         | Compétition hommes                            | Quart de finale             | États-Unis 82 - 47 France                                                   | -          |
| 21 h 38 |                       | Athlétisme 400 m T37                 | Compétition femmes                            | Finale                      | Natalia Kobzar · Jiang Fenfen · Viktoriia Slanova                           | -          |
| 21 h 40 |                       | Escrime Sabre A                      | Compétition hommes                            | Finale                      | Maurice Schmidt (GER) 15 - 8 Piers Gilliver (GBR)                           | -          |
| 22 h 5  |                       | Escrime Sabre A                      | Compétition femmes                            | Finale                      | Gu Haiyan (CHN) 15 - 10 Kinga Drozdz (POL)                                  | -          |

## Tableaux des médailles
| Rang  | Nation           | Or | Argent | Bronze | Total |
| ----- | ---------------- | -- | ------ | ------ | ----- |
| 1     | Chine            | 10 | 10     | 8      | 28    |
| 2     | États-Unis       | 6  | 4      | 1      | 11    |
| 3     | Ukraine          | 4  | 3      | 3      | 10    |
| 4     | Cuba             | 3  | 0      | 0      | 3     |
| 5     | Pays-Bas         | 2  | 2      | 0      | 4     |
| 6     | Brésil           | 2  | 1      | 6      | 9     |
| 7     | Italie           | 2  | 1      | 4      | 7     |
| 8     | Allemagne        | 2  | 0      | 1      | 3     |
| 9     | Lettonie         | 2  | 0      | 0      | 2     |
| 10    | Grande-Bretagne  | 1  | 3      | 2      | 6     |
| 11    | Colombie         | 1  | 1      | 1      | 3     |
| 12    | Suisse           | 1  | 1      | 0      | 2     |
| 13    | Australie        | 1  | 0      | 2      | 3     |
| 14    | Argentine        | 1  | 0      | 1      | 2     |
| 14    | Canada           | 1  | 0      | 1      | 2     |
| 14    | Grèce            | 1  | 0      | 1      | 2     |
| 17    | Azerbaïdjan      | 1  | 0      | 0      | 1     |
| 17    | Équateur         | 1  | 0      | 0      | 1     |
| 17    | Corée du Sud     | 1  | 0      | 0      | 1     |
| 17    | Israël           | 1  | 0      | 0      | 1     |
| 17    | Norvège          | 1  | 0      | 0      | 1     |
| 17    | Thaïlande        | 1  | 0      | 0      | 1     |
| 23    | Pologne          | 0  | 3      | 1      | 4     |
| 24    | Espagne          | 0  | 3      | 0      | 3     |
| 25    | Inde             | 0  | 2      | 3      | 5     |
| 26    | France           | 0  | 2      | 1      | 3     |
| 27    | Nouvelle-Zélande | 0  | 1      | 1      | 2     |
| 27    | Turquie          | 0  | 1      | 1      | 2     |
| 29    | Danemark         | 0  | 1      | 0      | 1     |
| 29    | Éthiopie         | 0  | 1      | 0      | 1     |
| 29    | Finlande         | 0  | 1      | 0      | 1     |
| 29    | Iran             | 0  | 1      | 0      | 1     |
| 29    | Kenya            | 0  | 1      | 0      | 1     |
| 29    | Malaisie         | 0  | 1      | 0      | 1     |
| 29    | Slovaquie        | 0  | 1      | 0      | 1     |
| 29    | Taipei chinois   | 0  | 1      | 0      | 1     |
| 29    | Tunisie          | 0  | 1      | 0      | 1     |
| 38    | Irlande          | 0  | 0      | 2      | 2     |
| 39    | Belgique         | 0  | 0      | 1      | 1     |
| 39    | Géorgie          | 0  | 0      | 1      | 1     |
| 39    | Japon            | 0  | 0      | 1      | 1     |
| 39    | Maroc            | 0  | 0      | 1      | 1     |
| 39    | Maurice          | 0  | 0      | 1      | 1     |
| 39    | Tchéquie         | 0  | 0      | 1      | 1     |
| 39    | Serbie           | 0  | 0      | 1      | 1     |
| Total | Total            | 46 | 47     | 46     | 139   |

| Rang  | Nation          | Or  | Argent | Bronze | Total |
| ----- | --------------- | --- | ------ | ------ | ----- |
| 1     | Chine           | 51  | 39     | 22     | 112   |
| 2     | Grande-Bretagne | 30  | 17     | 12     | 59    |
| 3     | États-Unis      | 19  | 23     | 11     | 53    |
| 4     | Brésil          | 14  | 10     | 24     | 48    |
| 5     | France          | 11  | 12     | 15     | 38    |
| Total | Total           | 266 | 263    | 296    | 825   |